# Ortenaukreis
Ortenaukreis is een Landkreis in de Duitse deelstaat Baden-Württemberg. Op 31 december 2020 telde de Landkreis 432.580 inwoners op een oppervlakte van 1.850,74 km². Kreisstadt is Offenburg.
De Ortenaukreis ontstond op 1 januari 1973 uit de Landkreisen Bühl (gedeeltelijk), Kehl (gedeeltelijk), Lahr, Offenburg en Wolfach (gedeeltelijk).
Het wapen van Ortenaukreis bevat een lintworm.

## Indeling
Ortenaukreis is verdeeld in 51 gemeenten, waarvan 16 de status van stad hebben. Daarnaast omvat het een gebied dat niet gemeentelijk is ingedeeld.
Steden
1. Achern
2. Kehl
3. Lahr (Schwarzwald)
4. Oberkirch
5. Offenburg
6. Ettenheim
7. Gengenbach
8. Haslach im Kinzigtal
9. Hausach
10. Hornberg
11. Mahlberg
12. Oppenau
13. Renchen
14. Rheinau
15. Wolfach
16. Zell am Harmersbach

Overige gemeenten
1. Appenweier
2. Bad Peterstal-Griesbach
3. Berghaupten
4. Biberach
5. Durbach
6. Fischerbach
7. Friesenheim
8. Gutach (Schwarzwaldbahn)
9. Hofstetten
10. Hohberg
11. Kappel-Grafenhausen
12. Kappelrodeck
13. Kippenheim
14. Lauf
15. Lautenbach
16. Meißenheim
17. Mühlenbach
18. Neuried
19. Nordrach
20. Oberharmersbach
21. Oberwolfach
22. Ohlsbach
23. Ortenberg
24. Ottenhöfen im Schwarzwald
25. Ringsheim
26. Rust
27. Sasbach
28. Sasbachwalden
29. Schuttertal
30. Schutterwald
31. Schwanau
32. Seebach
33. Seelbach
34. Steinach
35. Willstätt

Niet gemeentelijk ingedeeld
1. Rheinau

Alb-Donau-Kreis · Baden-Baden · Biberach · Bodenseekreis · Böblingen · Breisgau-Hochschwarzwald · Calw · Emmendingen · Enzkreis · Esslingen · Freiburg im Breisgau · Freudenstadt · Göppingen · Heidelberg · Heidenheim · Heilbronn (stad) · Landkreis Heilbronn · Hohenlohe · Karlsruhe (stad) · Landkreis Karlsruhe · Konstanz · Lörrach · Ludwigsburg · Main-Tauber-Kreis  · Mannheim · Neckar-Odenwald-Kreis · Ortenaukreis · Ostalbkreis · Pforzheim · Rastatt · Ravensburg · Rems-Murr-Kreis · Reutlingen · Rhein-Neckar-Kreis · Rottweil · Schwäbisch Hall · Schwarzwald-Baar-Kreis · Sigmaringen · Stuttgart · Tübingen · Tuttlingen · Ulm · Waldshut · Zollernalbkreis
Achern ·
Appenweier ·
Bad Peterstal-Griesbach ·
Berghaupten ·
Biberach ·
Durbach ·
Ettenheim ·
Fischerbach ·
Friesenheim ·
Gengenbach ·
Gutach (Schwarzwaldbahn) ·
Haslach im Kinzigtal ·
Hausach ·
Hofstetten ·
Hohberg ·
Hornberg ·
Kappel-Grafenhausen ·
Kappelrodeck ·
Kehl ·
Kippenheim ·
Lahr/Schwarzwald ·
Lauf ·
Lautenbach ·
Mahlberg ·
Meißenheim ·
Mühlenbach ·
Neuried ·
Nordrach ·
Oberharmersbach ·
Oberkirch ·
Oberwolfach ·
Offenburg ·
Ohlsbach ·
Oppenau ·
Ortenberg ·
Ottenhöfen im Schwarzwald ·
Renchen ·
Rheinau ·
Ringsheim ·
Rust ·
Sasbach ·
Sasbachwalden ·
Schuttertal ·
Schutterwald ·
Schwanau ·
Seebach ·
Seelbach ·
Steinach ·
Willstätt ·
Wolfach ·
Zell am Harmersbach